# علا بدر
علا بدر ممثلة سورية من مواليد دمشق.

## أعمالها

### المسلسلات
- عطر الشام الجزء الأول والثاني بدور فكرية
- باب الحارة الجزء الثالث بدور نوال.
- أهل الراية الجزء الأول والثاني·
- المقاريد مسلسل خليجي·
- عقاب مسلسل خليجي·
- خيبر مسلسل تاريخي.
- خان (مسلسل) بدور ياسمين.
- صدر الباز مرت إبراهيم القبضاي.